# Lijst van steden met tramlijnen in Zwitserland

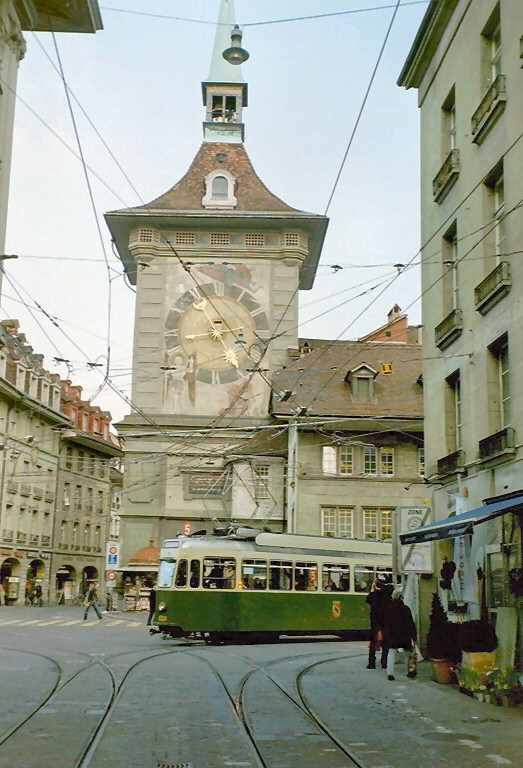
Tram in Bern

Hieronder volgt een lijst van steden met tramlijnen in Zwitserland.

## Nog rijdende trams
De trams, die nog in Zwitserland rijden, zijn elektrische trams.
- Bazel → Tram van Bazel
- Bern, geopend in 1890, geëlektrificeerd in 1901 → Tram van Bern
- Genève, geopend in 1862, elektrificatie vanaf 1894 → Tram van Genève
- Lausanne, sinds 1991 een sneltram
- Neuchâtel
- Zürich → Tram van Zürich

## Opgeheven lijnen
| lijn                                    | laatst gereden |
| --------------------------------------- | -------------- |
| Biel/Bienne                             | 1948           |
| Fribourg                                | 1965           |
| Locarno                                 | 1960           |
| Lugano                                  | 1959           |
| Luzern                                  | 1961           |
| Martigny                                | 1957           |
| Meiringen - Reichenbach - Aareschlucht  | 1956           |
| Rheintalische Strassenbahn              | 1973           |
| Sankt Gallen                            | 1957           |
| Schaffhausen                            | 1966           |
| Schwyz                                  | 1963           |
| Vevey - Montreux - Chillon - Villeneuve | 1958           |
| Winterthur                              | 1951           |
| Zug                                     | 1955           |

Diverse lokale spoorlijnen in Zwitserland hebben het karakter van een tramlijn.
België ·
Canada ·
Duitsland ·
Frankrijk ·
Japan ·
Nederland ·
Oekraïne ·
Oostenrijk ·
Polen ·
Roemenië ·
Rusland ·
Verenigd Koninkrijk ·
Verenigde Staten ·
Zwitserland